# Scelloides maculatus
Scelloides maculatus är en tvåvingeart som beskrevs av Octave Parent 1933. Scelloides maculatus ingår i släktet Scelloides och familjen styltflugor. Inga underarter finns listade i Catalogue of Life.